# Pierre Cordier
Pierre Cordier   (àrea metropolitana de Brussel·les, 28 de gener de 1933 - àrea metropolitana de Brussel·les, 21 de març de 2024) és un fotògraf belga.
El 1952 va conèixer Georges Brassens, el poeta i cantant, desconegut aleshores. El va gravar i fotografiar. Brassens va deixar una profunda influència sobre Cordier i el va animar a continuar explorant la "carretera escarpada poc freqüentada". El 1956 va idear els quimigrames que són imatges que no s'obtenen mitjançant una càmera fotogràfica sinó combinant tècniques pictòriques amb l'acció directa dels productes químics, que es podrien descriure com a «fotografies al revés» en actuar en primer lloc els reveladors. S'assenyalen com a precursors els fotogrames de László Moholy-Nagy o els rayogrames de Man Ray.
Durant 1957 es va dedicar a realitzar el seu únic reportatge fotogràfic per Orient Mitjà als països de Turquia, l'Iraq i Síria. El 1958 va realitzar un curs de fotografia amb Otto Steinert a la seva escola de Saarbrücken.
Entre 1965 i 1998 va estar exercint com a professor a l'escola superior d'Arts Visuals de la Cambre a Brussel·les. A més el 1968 va ser membre fundador del grup Generative Fotografia al costat de Gottfried Jäger, Kilian Breier i Hein Gravenshost.
La seva obra ha estat exposada en diverses ocasions entre les quals poden destacar la realitzada el 1967 al Museu d'Art Modern de Nova York, en 1988 en el Museu d'Art Modern de Brussel·les, el 1993 al Centre Pompidou de París o la retrospectiva de 2007 al Museu de la Fotografia de Charleroi. Alguns d'aquests museus diposen d'quimigrames en les seves col·leccions permanents.
El 2006 es va crear la Fundació Pierre Cordier.